# StarCraft: Ghost
StarCraft: Ghost és un videojoc inèdit joc de sigil i acció de ciència-ficció militar anteriorment desenvolupat per Blizzard Entertainment. Part de la saga StarCraft, el joc va ser anunciat el 20 de setembre de 2002, i anava a ser desenvolupat per Nihilistic Software per les Nintendo GameCube, Xbox, i PlayStation 2. Diversos retards en el desenvolupament van causar que Blizzard per retroceix la data de llançament i el joc encara no s'ha materialitzat. Nihilistic Software va cedir el desenvolupament a Swingin' Ape Studios en 2004 abans que Blizzard comprara la companyia, i els plans per la versió de GameCube version van ser cancel·lats en el 2005.